# نظام معلومات إدارة التعليم المفتوح
نظام معلومات إدارة التعليم المفتوح (OpenEMIS)، هو نظام معلومات إدارة التعليم لقطاع التعليم. والغرض الرئيسي منه هو جمع البيانات المتعلقة بإدارة الأنشطة التعليمية وتحليلها والإبلاغ عنها. صمم OpenEMIS في البداية من قبل اليونسكو، وهو بمثابة استجابة لحاجة الدول الأعضاء في مجال أدوات التخطيط الاستراتيجي التعليمي.